# Кремлёвские тайны шестнадцатого века
«Кремлёвские та́йны XVI века» — советский художественный фильм Бориса Бланка по мотивам трагедии А. К. Толстого «Смерть Иоанна Грозного».

## Сюжет
Весна 1584 года. Волхвы предсказывают смерть царя Иоанна Грозного в течение суток. Враждующие между собой бояре готовы объединиться против Бориса Годунова. Иван Грозный не доверяет никому и третирует царевича. Царский двор приходит в смятение. И без того вольные нравы становятся вовсе разнузданными.

## В ролях
- Алексей Жарков — царь Иван Грозный
- Богдан Ступка — Борис Годунов
- Алексей Серебряков — царевич Фёдор
- Владимир Стеклов — шут
- Юрий Стосков
- Михаил Янушкевич — Михаил Нагой
- Витаутас Паукште — думный боярин
- Ольга Богачёва — Мария Нагая
- Геннадий Матвеев — эпизод
- Михаил Езепов — Голицын
- Михаил Жигалов
- Игорь Класс
- Алексей Локтев
- Виктор Раков — молодой волхв
- Леонид Сатановский
- Александр Сирин — князь Пётр Ильич
- Александр Яковлев — Михайло Битяговский

## Съёмочная группа
- Автор сценария: Виктор Мережко
- Режиссёр: Борис Бланк
- Оператор: Мария Соловьёва
- Художник: Стален Волков
- Композитор: Юрий Саульский
- Звукооператоры:
  - Олег Зильберштейн
  - Аскэр Милькис